# 3A等級

3A等級標誌

3A等級（英語：Triple-A, Class AAA）為美國職棒小聯盟的最高等級，美國職棒大聯盟的30支球隊都各有1支3A的球隊。本等級的球隊分成2個聯盟：國際聯盟（2021年稱為3A東區）及太平洋岸聯盟（2021年稱為3A西區）。

## 概要
這些球隊通常會保有大聯盟40人名單中沒有資格上大聯盟球隊的15人。往往這些球隊被稱為「停車場」，因為很多優秀的大聯盟球員（尤其如果他們選擇簽下一些大聯盟最差球隊）會被（屬於大聯盟的）球隊『保存』於此處以因應大聯盟賽事的緊急需求（因為他們不需要釐清"Waivers"，也就是說將大聯盟球員『保存』於這些3A級小聯盟球隊，不會被視為脫離原來所屬的大聯盟球隊，其他球隊將不能爭取這些大聯盟球員加入）。另外，一些頂尖的大聯盟球員候選人會因為沒有完全準備好上去大聯盟，而被分派到這裡，可能會在球季中等待時機被叫上大聯盟。

## 3A球隊主場城市
3A球隊通常位於通常（但不是絕對）舉辦其他職業運動球隊（如國家足球聯盟、美國國家籃球協會等組織）的主要城市裡面或鄰近位置。這些3A球隊的主場城市為：
| - 阿布奎基 - 艾倫敦 - 圓石城 - 水牛城 - 夏洛特 - 科罗拉多斯普林斯 - 哥倫布 - 德梅因 - 德罕 - 弗雷斯诺 | - 印第安納波利斯 - 拉斯維加斯 - 勞倫斯維爾 - 路易維爾 - 曼菲斯 - 纳什维尔 - 紐奧良 - 諾福克 - 奧克拉荷馬市 - 奧馬哈 | - 波塔基特 - 波特蘭 - 雷諾 - 羅徹斯特 - 沙加緬度 - 盐湖城 - 斯克蘭頓／威克斯-巴里 - 雪城 - 塔科馬 - 托雷多 |

## 3A明星賽
3A明星賽為2個3A聯盟間的單場比賽。每個聯盟會組成1支經由球迷、媒體、球隊教練和總教練所投票、推薦的明星球員組成的球隊。
自從1988年第1屆3A明星賽在水牛城開打以來，皆在每年舉辦。在1998年以前，美國聯盟3A明星隊以全勝之姿擊敗國家聯盟3A明星隊。傳統上，明星賽會於球季中的美國職棒小聯盟明星賽之後舉辦。

## 外部連結
- 3A官網（页面存档备份，存于）
- 國際聯盟官網（页面存档备份，存于）
- 太平洋岸聯盟官網（页面存档备份，存于）